# Etmopterus bigelowi
 Etmopterus bigelowi  ist eine Art der Gattung Etmopterus innerhalb der Laternenhaie (Etmopterinae; auch als Familie Etmopteridae eingestuft). Das Verbreitungsgebiet dieser Art umfasst Teile des Atlantiks vor der amerikanischen und afrikanischen Küste sowie Teile des Pazifiks.

## Aussehen und Merkmale
Etmopterus bigelowi erreicht eine Körperlänge von etwa 40 Zentimetern bei den Weibchen und etwa 50 Zentimetern bei den Männchen, die bekannte Maximallänge liegt bei 73 bzw. 67 Zentimetern. Er hat einen für die Laternenhaie typischen langgestreckten Körper mit einem langen und zugleich breiten und oberseits abgeflachten Kopf sowie einem vergleichsweise langen Schwanz. Die Körperfarbe ist einheitlich dunkelbraun bis schwarzbraun mit einer etwas dunkleren Bauchseite. Auf dem Kopf befindet sich ein kleiner weißer Fleck. Gemeinsam mit Etmopterus pusillus ist er der einzige Hai der Gattung mit flachen, blockartigen Dentikelschuppen und einer glatten Haut. Außerdem besitzt er die für die Laternenhaie typischen Leuchtorgane an der Bauchseite, die jedoch nicht als Bänder an der Schwanzflosse und den Flanken auftauchen.
Er besitzt keine Afterflosse und zwei Rückenflossen mit den ordnungstypischen Stacheln vor den Rückenflossen. Die erste Rückenflosse beginnt weiter hinter den Brustflossen und ist kleiner als die zweite. Wie alle Arten der Familie besitzen die Tiere fünf Kiemenspalten und haben ein Spritzloch hinter dem Auge.

## Verbreitung

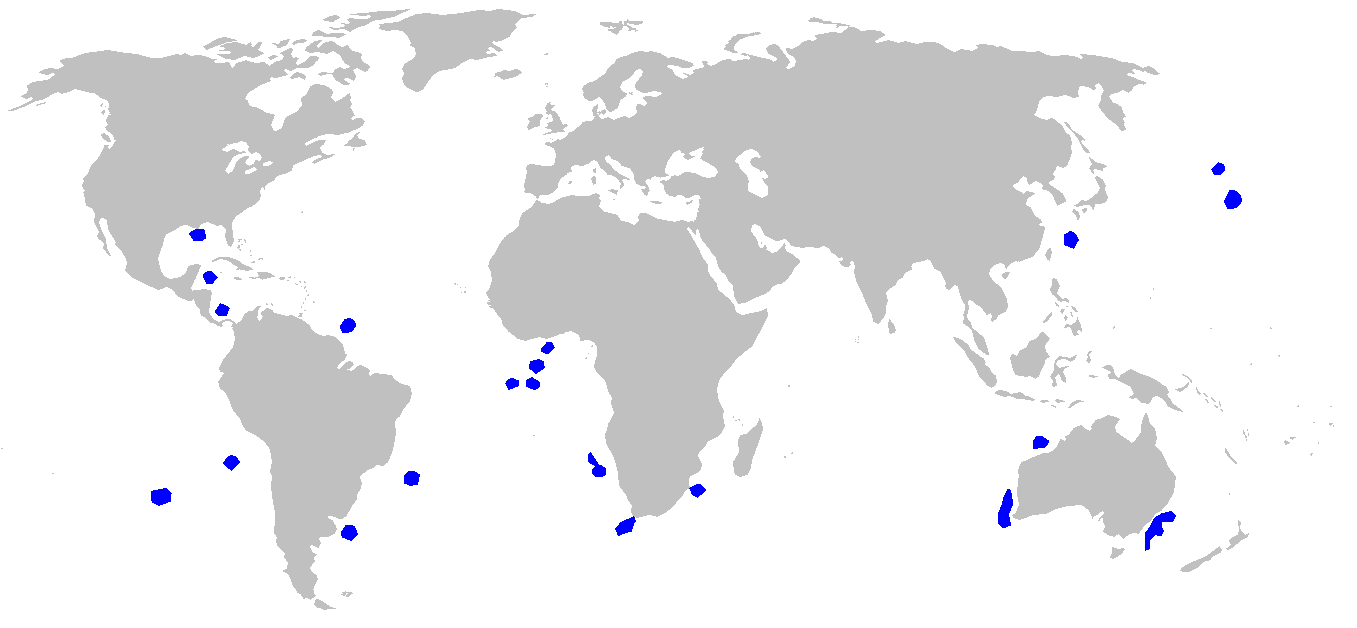
Nachweisgebiete (blaue Markierungen) von Etmopterus bigelowi

Der Hai ist aus verschiedenen Regionen der Weltmeere bekannt. Nachgewiesen ist er im Atlantischen Ozean vom Golf von Mexiko bis Brasilien sowie von Äquatorial- bis Süd-Afrika, im Pazifischen Ozean im Bereich des Indopazifik, bei Japan und an den Küsten Australiens sowie im offenen Ozean und an der Küste vor Peru. Er ist aus Tiefen von 163 bis mehr als 1000 Metern bekannt, im offenen Ozean kann er auch epipelagisch in Tiefen von 110 bis 700 Metern vorkommen.

## Lebensweise
Etmopterus bigelowi lebt im Bereich des Kontinentalschelfs und an den Inselsockeln seines Verbreitungsgebietes. Wie andere Haie ernährt er sich räuberisch, wahrscheinlich von kleineren Fischen und wirbellosen Tieren. Über seine Lebensweise liegen nur wenig Daten vor.
Er ist wie andere Arten der Ordnung lebendgebärend (ovovivipar). Die Jungtiere haben bei Geburt eine Länge von weniger als 16 Zentimetern.

## Gefährdung
Etmopterus bigelowi ist in der Roten Liste der IUCN aufgrund des großen Lebensraumes und der mangelnden Bedrohung durch den Fischfang als nicht gefährdet gelistet. Er hat als Speisefisch keine Bedeutung und wird entsprechend nicht gezielt befischt. In einigen Fischereigebieten südlich bis östlich vor Australien (Southern and Eastern Scalefish and Shark Fishery – SESSF) wurde zudem 2005 die Schleppnetzfischerei in Tiefen unter 700 Metern verboten, um den Fang von Tiefseehaien zu begrenzen.

## Belege
1. 1 2  Etmopteridae.: Lantern sharks. In: Compagno et al. 2004.
2. 1 2 3  Etmopterus bigelowi. In: Compagno et al. 2004, S. 95.
3. 1 2  Etmopterus bigelowi in der Roten Liste gefährdeter Arten der IUCN 2024.2. Eingestellt von: Finucci, B., Cheok, J., Cotton, C.F., Kulka, D.W., Neat, F.C., Rigby, C.L., Tanaka, S. & Walker, T.I., 2019. Abgerufen am 26. Februar 2025.
4. ↑  Australian Government. Department of Agriculture and Water Resources (Hrsg.): Fishery status reports 2018. September 2018, S. 142 (englisch, org.au [PDF; 46,5 MB; abgerufen am 26. Februar 2025]).